# Kate Warne
Kate Warne, född 1833, död 1868, var en amerikansk privatdetektiv. Hon anställdes 1856 vid Pinkertons detektivbyrå. Hon var USA:s första kvinnliga privatdetektiv. 